# Piotruś Pan (postać)
Piotruś Pan (ang. Peter Pan) – postać fikcyjna, bohater sztuki teatralnej i powieści Piotruś Pan szkockiego pisarza J.M. Barriego, jej licznych filmowych ekranizacji oraz dzieł nią inspirowanych. Chłopiec, który nie chciał dorosnąć, mieszkaniec Nibylandii, przywódca Zagubionych Chłopców, odwieczny przeciwnik kapitana Haka.

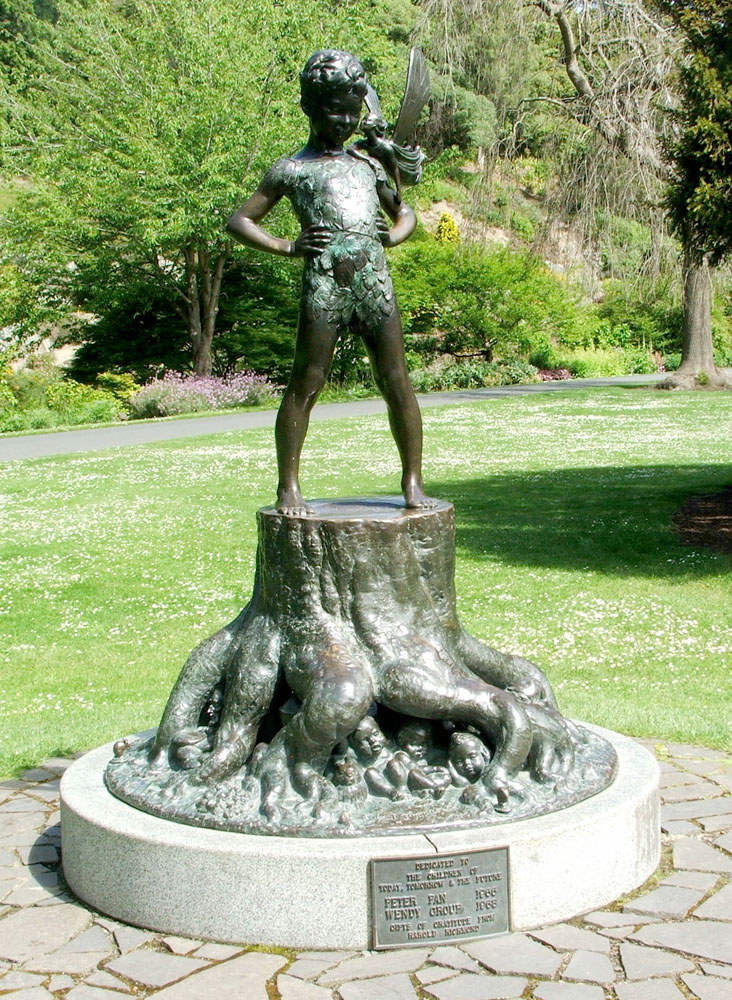
Statua Piotrusia Pana w Dunedin

Po raz pierwszy pojawił się w napisanej przez Barriego w  1902 roku powieści The Little Bird, następnie został tytułowym bohaterem, napisanego w 1904 i wystawionego w grudniu tegoż roku, dramatu Peter Pan; or, The Boy Who Wouldn’t Grow Up (Piotruś Pan, czyli o chłopcu, który nie chciał dorosnąć). W 1906 opowieści o Piotrusiu zawarte w The Little Bird opublikował pod tytułem Peter Pan in Kensington Gardens (Piotruś Pan w ogrodach kensingtońskich). Na język polski zostały one przetłumaczone przez Zofię Rogoszówną i wydane w 1914 w wydawnictwie Jakuba Mortkowicza jako Przygody Piotrusia Pana. W 1911 ukazała się Peter and Wendy będąca powieściową adaptacją dramatu wydawana po polsku jako Piotruś Pan, Przygody Piotrusia Pana i Piotruś Pan i Wendy.
W 1990 francuski twórca komiksów Régis Loisel opublikował komiks Londres (Londyn), pierwszy z sześciu tomów komiksowej serii Piotruś Pan.
W 2004 Great Ormond Street Hospital, właściciel praw do postaci Piotrusia Pana, ogłosił konkurs na oficjalny sequel książki Barriego, który wygrała angielska pisarka Geraldine McCaughrean. W 2006 książka pod tytułem Peter Pan in Scarlet została opublikowana jednocześnie w 29 krajach. Polskie tłumaczenie, autorstwa Michała Rusinka, zatytułowane Piotruś Pan w czerwieni, wydał „Znak”.

## Aktorzy wcielający się w postać Piotrusia Pana

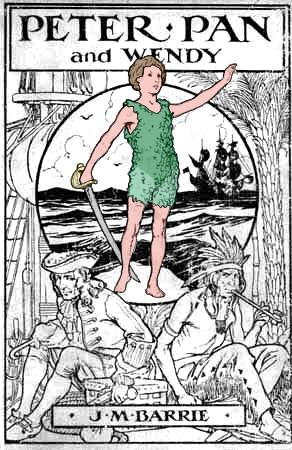
Okładka angielskiego wydania książki z 1915

Przez przeszło sto lat w postać Piotrusia Pana wcielało się wielu aktorów i aktorek. Początkowo znacznie częściej w rolę tę wcielały się kobiety.

### Role teatralne i musicalowe
- Nina Boucicault, teatr – rola prapremierowa, 27 grudnia 1904[8]
- Maude Adams, teatr, 1905[2]
- Mary Martin, musical transmitowany w telewizji, 1955[2]

### Role filmowe
- Betty Bronson – Piotruś Pan, 1924, w reżyserii Herberta Brenona[9]
- Robin Williams – Hook, 1991, w reżyserii Stevena Spielberga[10]
- Jeremy Sumpter – Piotruś Pan, 2003, w reżyserii P.J. Hogana[9]
- Kelly Macdonald – Marzyciel, 2004, w reżyserii Marca Forstera[11]
- Robbie Kay – Dawno, dawno temu, serial 2011[12]
- Levi Miller – Piotruś. Wyprawa do Nibylandii, 2015, w reżyserii Joego Wrighta[13]

### Role głosowe
- Bobby Driscoll – Piotruś Pan, 1953[14]
- Blayne Weaver – Piotruś Pan: Wielki powrót, 2002[15]
- Jason Marsden – Piotruś Pan i piraci, serial 1991–1992[16]